# Дагмерзеллен
Дагмерзеллен (нім. Dagmersellen) — громада  в Швейцарії в кантоні Люцерн, виборчий округ Віллізау.

## Географія
Громада розташована на відстані близько 55 км на північний схід від Берна, 30 км на північний захід від Люцерна.
Дагмерзеллен має площу 23,9 км², з яких на 12% дозволяється будівництво (житлове та будівництво доріг), 52,4% використовуються в сільськогосподарських цілях, 34,1% зайнято лісами, 1,5% не є продуктивними (річки, льодовики або гори).

## Демографія
2019 року в громаді мешкало 5608 осіб (+12,8% порівняно з 2010 роком), іноземців було 16,9%. Густота населення становила 235 осіб/км².
За віковим діапазоном населення розподілялося таким чином: 21,8% — особи молодші 20 років, 63,7% — особи у віці 20—64 років, 14,6% — особи у віці 65 років та старші. Було 2347 помешкань (у середньому 2,4 особи в помешканні).
Із загальної кількості 3552 працюючих 216 було зайнятих в первинному секторі, 1892 — в обробній промисловості, 1444 — в галузі послуг.